# Zamana griseicollis
Zamana griseicollis är en fjärilsart som beskrevs av Sergius G. Kiriakoff 1962. Zamana griseicollis ingår i släktet Zamana och familjen tandspinnare. Inga underarter finns listade i Catalogue of Life.